# Triteleia valida
Triteleia valida är en stekelart som först beskrevs av Alan Parkhurst Dodd 1933.  Triteleia valida ingår i släktet Triteleia och familjen Scelionidae. Inga underarter finns listade i Catalogue of Life.